# Jonathan A. Campbell
Jonathan Atwood Campbell (* 13. Mai 1947 in Lexington, Kentucky) ist ein US-amerikanischer Herpetologe.

## Leben
Campbell ist der Sohn von William Garth and Susan Campbell, geborene Randall. 1969 erlangte er den Bachelor of Science in Englisch und Anthropologie an der University of Mississippi. 1977 graduierte er zum Master of Science in Biologie an der University of Texas at Arlington und 1980 zum Master of Philosophy in Systematik und Ökologie an der University of Kansas. 1982 wurde er mit der Dissertation The biogeography of the cloud forest herpetofauna of Middle America, with special reference to the Sierra de las Minas of Guatemala unter der Leitung von William E. Duellman an der University of Kansas zum Ph.D. in Systematik und Ökologie promoviert.
Von Januar 1983 bis Januar 1988 war er Assistenzprofessor und von Januar 1988 bis Januar 1993 war er außerordentlicher Professor an der University of Texas at Arlington. Seit Januar 1993 ist er ordentlicher Professor an der University of Texas at Arlington. 
Von Januar 1983 bis Januar 2013 war er Direktor der herpetologischen Sammlung der University of Texas at Arlington. Seit Februar 2000 ist er wissenschaftlicher Mitarbeiter am American Museum of Natural History. Von Mai 2003 bis August 2014 war er Vorsitzender der Abteilung für Biologie an der University of Texas at Arlington.
Der Schwerpunkt von Campbells Forschung liegt auf der Biodiversität und Systematik neotropischer Amphibien und Reptilien (insbesondere Giftschlangen). Er hat zwischen 1973 und 2015 ausgedehnte Feldstudien in Nordamerika, Mittelamerika, Südamerika und Westafrika in einem Zeitraum von 104 Monaten durchgeführt, darunter in Costa Rica (4 Monate), in Guatemala (62 Monate), in Mexiko (35 Monate) sowie in Kamerun (3 Monate). Bei diesen Expeditionen wurden über 150 neue Arten entdeckt. 
Campbell war als Co-Autor an vier Büchern über Schlangen beteiligt, darunter The Venomous Reptiles of Latin America (1989, mit William W. Lamar), Biology of the Pitvipers (1992, mit Edmund D. Brodie, Jr.), Snake Species of the World, A Taxonomic and Geographic Reference. Vol. 1 (1999, mit Roy W. McDiarmid und T’Shaka A. Touré) und The Venomous Reptiles of the Western Hemisphere (2004, mit William W. Lamar). 1998 veröffentlichte er das Buch The Amphibians and Reptiles of Northern Guatemala, Yucatán, and Belize. 
Campbell ist Mitglied der Herpetologists’ League, der American Society of Ichthyologists and Herpetologists, der Southwestern Association of Naturalists, der Society for the Study of Amphibians and Reptiles und der Societas Europaea Herpetologica.

## Dedikationsnamen und Auszeichnungen
Nach Campbell sind die Arten Bothrocophias campbelli (Freire-Lascano, 1991), Abronia campbelli E.D. Brodie, Jr. & Savage, 1993, Bothrops jonathani Harvey, 1994, Incilius campbelli (Mendelson, 1994), Craugastor campbelli (E.N. Smith, 2005) und Anolis campbelli (Köhler & E.N. Smith, 2008) benannt. 2012 wurde Campbell mit dem Fitch Award geehrt.